# L'Islet-sur-Mer
Pour les articles homonymes, voir L'Islet et Bonsecours.
L’Islet-sur-Mer (appelée Bonsecours de 1911 à 1968) est une ancienne municipalité du Québec (Canada). Elle fait aujourd’hui partie de la municipalité de L'Islet. Aujourd'hui, on utilise souvent ce nom pour désigner la partie de L'Islet qui longe le fleuve Saint-Laurent.

## Histoire
En 1855, peu de temps après l'abolition du régime seigneurial au Québec, la municipalité de Notre-Dame-de-Bonsecours se constitue sur les territoires des anciennes seigneuries de L'Islet-Saint-Jean et de Bonsecours.
En 1911, un groupe de familles établies sur les berges du fleuve Saint-Laurent se détachent de la municipalité de Notre-Dame-de-Bonsecours et forment la nouvelle municipalité de Bonsecours.
En 1968, la municipalité de Bonsecours change de nom pour L'Islet-sur-Mer.
En 1989, une partie de la municipalité originale de Notre-Dame-de-Bonsecours est annexée à L'Islet-sur-Mer.
Le 1er janvier 2000, L'Islet-sur-Mer fusionne avec deux autres municipalités issues de la municipalité originale de Notre-Dame-de-Bonsecours, Saint-Eugène et ville de L'Islet, pour constituer l'actuelle municipalité de L'Islet.

## Administration
| Période                                  | Période | Identité           | Étiquette | Qualité |
| ---------------------------------------- | ------- | ------------------ | --------- | ------- |
| 1919                                     | 1926    | Émile Normand      |           |         |
| 1926                                     | 1951    | Émile Fournier     |           |         |
| 1951                                     | 1957    | Gérard Plourde     |           |         |
| 1957                                     | 1975    | Raymond Normand    |           |         |
| 1975                                     | 1989    | Jean-Pierre Caron  |           |         |
| 1989                                     | 1990    | André Saint-Pierre |           |         |
| 1990                                     | 2000    | Jean-Pierre Caron  |           |         |
| Les données manquantes sont à compléter. |         |                    |           |         |

## Source
- Hébert, Yves, Montmagny et la Côte-du-Sud, Québec, Les éditions GID, 2005,124 pages (Quelques biographies de personnalités de cette municipalité se retrouvent dans cet ouvrage)  (ISBN 2-922668-62-2)

- La section historique du site de la municipalité de L'Islet